# Reggiane Re.2001
Le Reggiane Re.2001 est un avion de chasse italien de la Seconde Guerre mondiale. Il est basé sur la cellule du Reggiane Re.2000 mais est équipé d'un moteur en ligne comme son concurrent Macchi M.C.202 Folgore. Il a été produit à environ 200 exemplaires.

## Conception
Le prototype du Re.2001 vola en juillet 1940. La cellule du Re.2000 servant de base, le bâti moteur, le capotage ainsi que l'avant du fuselage avaient été modifiés pour permettre l'utilisation d'un moteur en ligne Daimler-Benz DB 601. Maniable et facile à piloter, le Re.2001 conservait le principe des ailes comme réservoirs, ce qui avait amené les responsables italiens à refuser le Re.2000, le ministère demanda l'adoption de réservoirs classiques, ce qui, avec le manque de moteurs dû à la préférence donnée au MC.202, entraîna d'importants retards, les premiers exemplaires modifiés n'étant livrés qu'en juillet 1941.

## Engagements
L'emploi en opération du Re 2001 commença en décembre 1941 dans 3 escadrilles du 2e groupe de chasse de la 6e unité, ils servirent en Méditerranée et comme chasseur nocturne en Italie.